# Otto Heyden
Otto Heyden (Ducherow, Pomeránia, 1820. július 8. – Göttingen, 1897. szeptember 21.) német festő.

## Életrajza

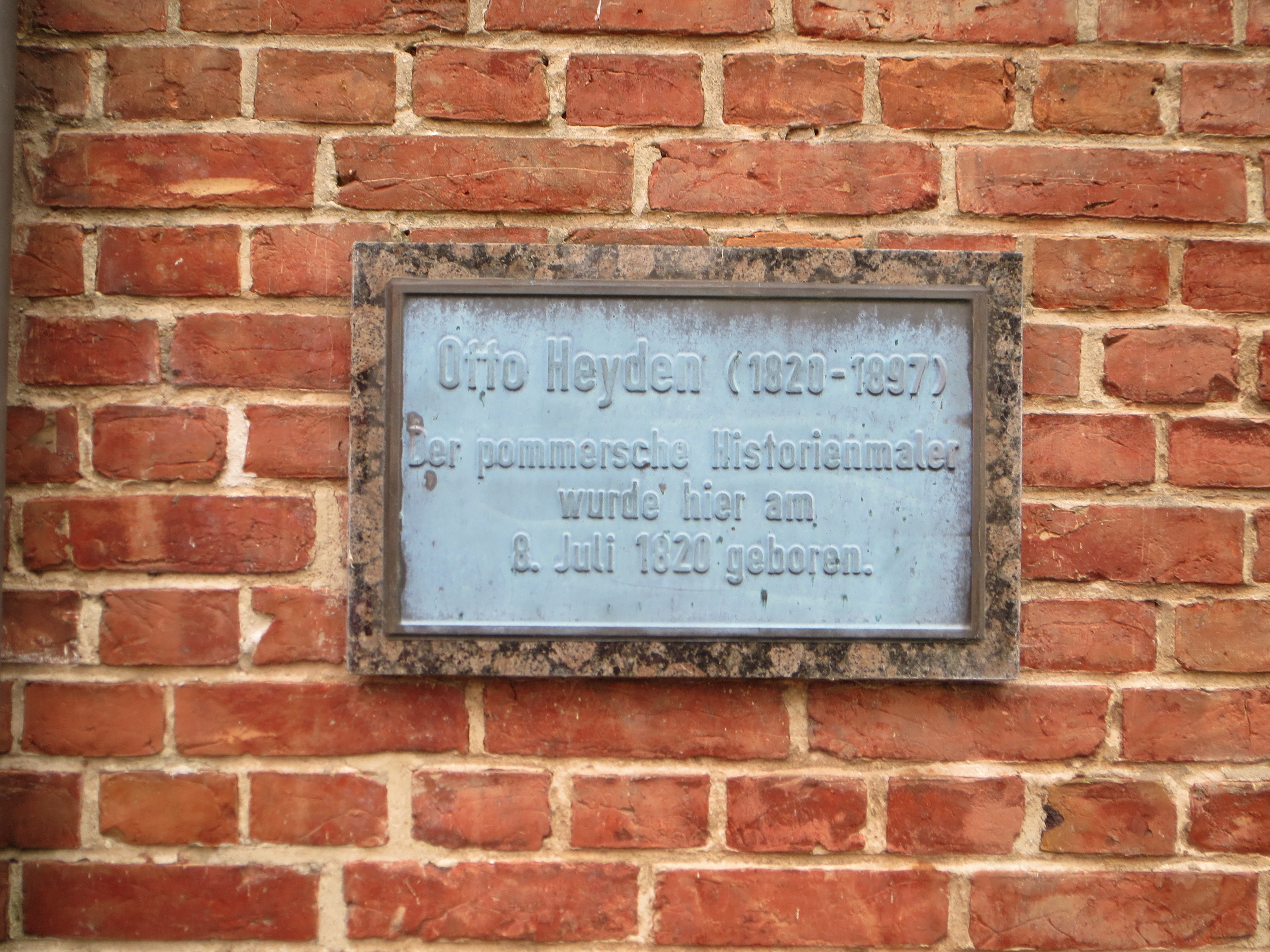
Emléktáblája a szülőháza falán

A berlini akadémián, majd Párizsban Cogniet vezetése alatt tanult. 1850-től négy évet töltött Itáliában, nagyrészt Rómában és Nápoly környékén. 1854-ben visszatért Berlinbe, ahol szabadúszó művészként telepedett le. Ugyanebben az évben a greifswaldi egyetem díszdoktori címet adományozott számára. Eleinte történeti képeket festett (pl. Schwerin tábornagy a prágai csatában, a berlini királyi palotában), 1868-ban négy képet az 1866. évi hadjáratból (Berlin, Nationalgalerie), melyben a porosz trónörökös kíséretében részt vett. 1869—1870-ben Egyiptomban járt és ottani tanulmányait sok képben értékesítette, majd részt vett a német-francia háborúban és ennek egyes mozzanatait megörökítette. Művészeti szempontból képmásai a legbecsesebbek.

## Fordítás
- Ez a szócikk részben vagy egészben  az   Otto Heyden című német Wikipédia-szócikk fordításán alapul.  Az eredeti cikk szerkesztőit annak laptörténete sorolja fel. Ez a jelzés csupán a megfogalmazás eredetét és a szerzői jogokat jelzi, nem szolgál a cikkben szereplő információk forrásmegjelöléseként.